# Saut à la perche féminin aux championnats du monde d'athlétisme 2001
Navigation
Séville 1999 Paris 2003
L'épreuve de saut à la perche féminin des championnats du monde d'athlétisme de 2001 s'est déroulée les 4 et 6 août 2001 au Stade du Commonwealth d'Edmonton  (Canada), remportée par l'Américaine Stacy Dragila (photo).

## Résultats

### Finale
| Rang               | Athlète               | Pays        | Essais | Essais | Essais | Essais | Essais | Essais | Essais | Essais | Essais | Essais | Essais | Marque | Notes |
| Rang               | Athlète               | Pays        | 4.10m  | 4.25m  | 4.35m  | 4.45m  | 4.50m  | 4.55m  | 4.60m  | 4.65m  | 4.70m  | 4.75m  | 4.82m  | Marque | Notes |
| ------------------ | --------------------- | ----------- | ------ | ------ | ------ | ------ | ------ | ------ | ------ | ------ | ------ | ------ | ------ | ------ | ----- |
| Médaille d'or      | Stacy Dragila         | États-Unis  | —      | —      | O      | O      | —      | O      | O      | XO     | O      | O      | XXX    | 4.75 m | CR    |
| Médaille d'argent  | Svetlana Feofanova    | Russie      | —      | —      | O      | O      | —      | O      | O      | XXO    | O      | O      | XXX    | 4.75 m | CR    |
| Médaille de bronze | Monika Pyrek          | Pologne     | —      | O      | O      | XO     | XO     | O      | XXX    |        |        |        |        | 4.55 m |       |
| 4                  | Tatiana Grigorieva    | Australie   | O      | O      | XO     | XXO    | —      | XO     | XXX    |        |        |        |        | 4.55 m | PB    |
| 5                  | Gao Shuying           | Chine       | O      | O      | O      | O      | O      | XXX    |        |        |        |        |        | 4.50 m | AR    |
| 6                  | Þórey Edda Elísdóttir | Islande     | XO     | XO     | XO     | O      | XXX    |        |        |        |        |        |        | 4.45 m | PB    |
| 7                  | Yvonne Buschbaum      | Allemagne   | —      | XXO    | O      | XO     | XXX    |        |        |        |        |        |        | 4.45 m | PB    |
| 8                  | Pavla Hamáčková       | Tchéquie    | O      | O      | O      | XXO    | XXX    |        |        |        |        |        |        | 4.45 m |       |
| 9                  | Janine Whitlock       | Royaume-Uni | XO     | O      | XXO    | XXX    |        |        |        |        |        |        |        | 4.35 m |       |
| 10                 | Carolin Hingst        | Allemagne   | O      | O      | XXX    |        |        |        |        |        |        |        |        | 4.25 m |       |
| 11                 | Doris Auer            | Autriche    | —      | XO     | XXX    |        |        |        |        |        |        |        |        | 4.25 m |       |
| 12                 | Mary Sauer            | États-Unis  | O      | XXO    | XXX    |        |        |        |        |        |        |        |        | 4.25 m |       |

### Légende
Records et Performances
- AR : Record continental (area record)
- CR : Record des championnats (championship record)
- MR : Record du meeting (meet record)
- NR : Record national (national record)
- OR : Record olympique (olympic record)
- PR : Record paralympique (paralympic record)
- PB : Record personnel (personal best)
- SB : Meilleure performance personnelle de la saison (season's best)
- WL : Meilleure performance mondiale de l'année (world leader)
- WJR : Record du monde junior (world junior record)
- WR : Record du monde (world record)

Circonstances et Conditions
- DNF : N'a pas terminé (did not finish)
- DNS : N'a pas pris le départ (did not start)
- DQ : Disqualification (disqualification)
- NM : Aucun essai valable enregistré (No Mark)
- Q : Qualifié « directement » au prochain tour (ou à la prochaine compétition), lors d'une compétition majeure, grâce au classement ou à la réalisation des minima (automatic qualifier)
- q : Qualifié au prochain tour (ou à la prochaine compétition), lors d'une compétition majeure, grâce au repêchage ou à la réalisation de l'une des meilleures performances parmi celles des « non qualifiés directement » (grâce au meilleur temps ou à la meilleure distance par exemple) (secondary qualifier)